# Pull Up to the Bumper
 Pull Up to the Bumper è un singolo della cantante giamaicana Grace Jones, pubblicato nel giugno 1981 come terzo estratto dell'album Nightclubbing.

## Descrizione
La parte strumentale della canzone era stata originariamente registrata nel 1980 durante le sessioni dell'album Warm Leatherette, ma il produttore Chris Blackwell riteneva che il brano, con un sound troppo R&B, non si adattasse al resto del materiale prodotto; il brano fu così escluso dalla tracklist finale e ripreso l'anno successivo durante le sessioni di Nightclubbing.
Il testo, scritto da Grace Jones, Kookoo Baya e Dana Manno, suscitò fin da subito alcune controversie per i suoi riferimenti al rapporto sessuale e alla fellatio, tanto da spingere alcune stazioni radio americane a censurare la canzone e in alcuni casi a non trasmetterla. 
Tuttavia, in un'intervista del 2008 alla rivista Q la Jones ha rivelato che il significato del testo non era necessariamente inteso come metafora del sesso anale..

## Successo commerciale e remix
Il singolo, uscito come terzo estratto dell'album, ottenne un grande successo commerciale, rimanendo per sette settimane consecutive alla seconda posizione della classifica Hot Dance Club Songs di Billboard negli Stati Uniti, ed entrando anche nella Top Five della classifica americana R&B. Nel Regno Unito raggiunse il cinquantatreesimo posto all'epoca della sua uscita, mentre la ristampa in versione remix del singolo pubblicata nel 1985 conquistò la dodicesima posizione nel febbraio del 1986.
Nel corso degli anni Pull Up to the Bumper è stato remixato più volte. Il singolo originale da 12 pollici conteneva la versione estesa di 6m45s. 
Un'ulteriore versione estesa della durata di 7m17s anche conosciuta come Remixed version, è stata inclusa come lato B del 12 pollici di Walking in the Rain. La versione 7 pollici dello stesso singolo aveva un mix alternativo del brano denominato Peanut Butter. La versione estesa di Peanut Butter della durata di 7m02s, è stata inclusa solo in alcune compilation dance. 
Nel 1985 il brano è stato remixato e ristampato per promuovere la compilation Island Life, ed è stato pubblicato in due diversi remix ad opera di Paul Smykle. Esiste anche un Megamix di otto minuti intitolato Musclemix che comprendeva spezzoni di Warm leatherette, Walking in the Rain, Use Me, Love Is the Drug e Slave to the Rhythm, inedito su CD.
Nel 2000 il Dj danese Funkstar De Luxe ha remixato in versione house la canzone, utilizzando il vocal originale della Jones. Il singolo ha raggiunto il quarto posto nella classifica dance di Billboard e il numero sessanta nella classifica pop del Regno Unito.

## Critica
La canzone fu inserita all'ottavo posto tra le dieci più importanti del 1981 secondo la rivista NME. 
Nel 2005 La rivista Blender ha posizionato la canzone al numero ottantotto nella lista Greatest Songs Since You Were Born. 
Nel 2011 Richard Vine del Guardian ha indicato l'uscita di Pull Up to the Bumper come uno dei cinquanta eventi chiave nella storia della musica dance, proclamandolo come "uno di quei rari dischi che riesce a replicare la sensazione di essere effettivamente in una discoteca.". 
Nel 2018 la rivista Time Out ha posizionato il brano al numero quarantuno delle cinquanta migliori canzoni degli anni ottanta. 
Nel 2019 la rivista Spin l'ha indicata come una delle trenta migliori canzoni disco che ogni Millennial dovrebbe conoscere.

## Video musicale
Il videoclip diretto da Jean-Paul Goude, all'epoca compagno della cantante, è un montaggio di spezzoni tratti da A One Man Show e dal documentario sperimentale Koyaanisqatsi diretto da Godfrey Reggio nel 1982. Il video include estratti del brano Nightclubbing, cover di Iggy Pop scritta da David Bowie che dà il titolo all'album.

## Tracce
- 7" single (1981)

A. "Pull Up to the Bumper" – 3:40
B. "Feel Up" – 4:02
- 7" single (US, 1981)[15]

A. "Pull Up to the Bumper" – 3:40
B. "Breakdown" – 3:00
- 12" single (1981)

A. "Pull Up to the Bumper" (long version) – 5:45
B. "Feel Up" (Long Version) – 6:14
- 12" promotional single (US, 1981)[16]

A. "Pull Up to the Bumper" (album version) – 4:30
B. "Pull Up to the Bumper" (party version) – 5:45
- 7" single (1985)

A. "Pull Up to the Bumper" – 3:40
B. "La Vie en rose" – 3:35
- 12" single (1985)

A. "Pull Up to the Bumper" (Remix) – 6:24
B1. "La Vie en rose" – 7:24
B2. "Nipple to the Bottle" – 5:55
- 12" single (UK, 1985)[17]

A. "Pull Up to the Bumper" – 4:40
B. "Nipple to the Bottle" – 6:57
- 12" single (UK, 1986)

A. "Grace Jones Musclemix" – 9:12
B1. "La Vie en rose" – 7:24
B2. "Pull Up to the Bumper" (Remix) – 6:24
- 12" single (Canada, 1986)

A. "Grace Jones Musclemix" – 9:12
B1. "Pull Up to the Bumper" (Remix) – 6:29
B2. "Nipple to the Bottle" – 5:55
- Cassette single (1986)

1. "Pull Up to the Bumper" (Remix) – 6:29
2. "Nipple to the Bottle" – 5:55
3. "La Vie en rose" – 7:24
4. "Peanut Butter" – 5:10

## Classifiche
| Chart                                | Posizione massima |
| ------------------------------------ | ----------------- |
| Australia (Kent Music Report)        | 67                |
| Belgio                               | 14                |
| Germania                             | 26                |
| Irlanda                              | 10                |
| Olanda                               | 16                |
| Nuova Zelanda                        | 13                |
| Regno Unito                          | 12                |
| Spagna                               | 37                |
| United States (Hot Dance Club Songs) | 2                 |
| United States (R&B Singles)          | 5                 |